# Kravarsko
Kravarsko – wieś w Chorwacji, w żupanii zagrzebskiej, w gminie Kravarsko. W 2011 roku liczyła 557 mieszkańców.